# 勞特拉羅特赫訥山
46°34′02″N 8°09′12″E / 46.56722°N 8.15333°E
勞特拉羅特赫訥山（德語：Lauteraar Rothörner）是瑞士伯恩州的山峰，位於該國南部，屬於伯尔尼山的一部分，海拔高度3,478米，每年平均降雨量2,465毫米。

## 外部連結

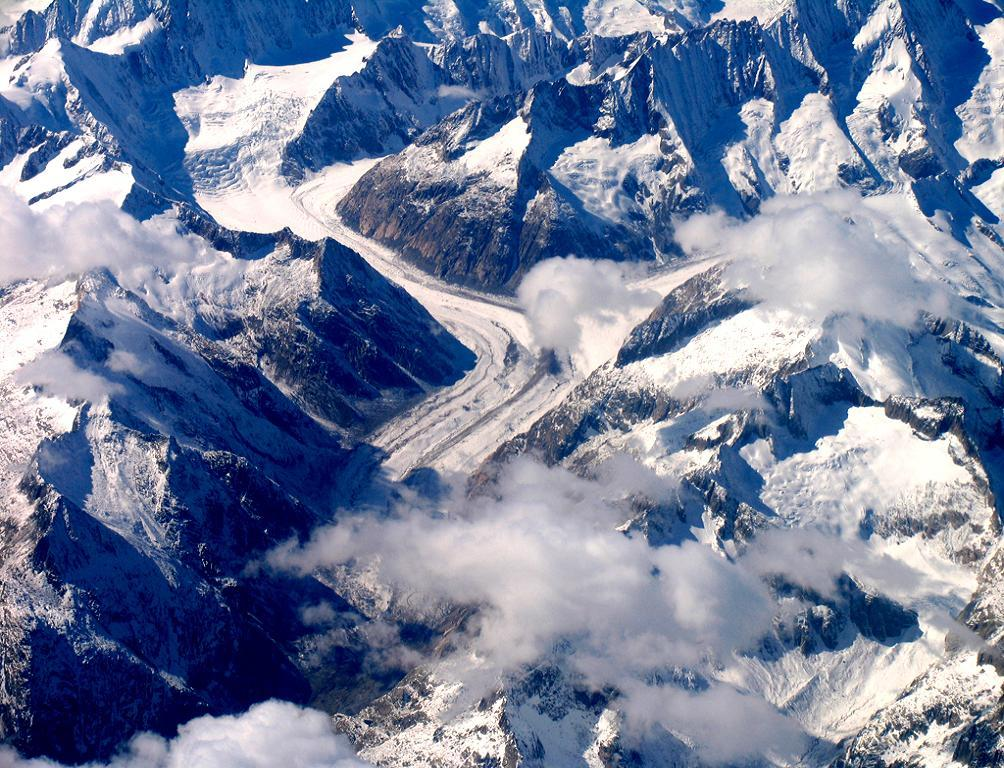

- Lauteraar Rothörner on Hikr （页面存档备份，存于）